# Fran Milčinski
Fran Milčinski (psevdonim Fridolin Žolna), slovenski pravnik, pisatelj in dramatik, * 3. december 1867, Lož, † 24. oktober 1932, Ljubljana.

## Življenje
Milčinski se je rodil leta 1867 v Ložu na Notranjskem. Oče mu je bil davkar češkega rodu Josef Milčinský, mati mu je bila Lucija (roj. Vebar). Pri štirih letih se je z družino preselil v Ljubljano, kjer je obiskoval osnovno šolo in gimnazijo. Po gimnaziji se je leta 1885 vpisal na dunajsko pravno fakulteto. Leta 1890 je postal sodnik. Služboval je v Ljubljani in nadomeščal sodnika v Škofji Loki, Radovljici, Litiji in na Brdu. Leta 1895 je bil za dve leti premeščen v Idrijo, nato pa se je vrnil v Ljubljano. Leta 1900 je postal upravitelj Deželnega gledališča v Ljubljani, leta 1902 pa mladinski sodnik in socialni delavec na področju mladinskega prestopništva. Leta 1910 se je poročil z Marijo Krejči. Rodili so se mu štirje otroci: Breda Milčinski Slodnjak (1911–2001), Janez Milčinski (1913–1993), Frane Milčinski - Ježek (1914–1988) in Lev Milčinski (1916–2001). Leta 1918 je postal svetnik Višjega deželnega sodišča v Ljubljani. Dve leti kasneje pa je bil imenovan za svetnika na Stol sedmorice v Zagrebu. Po upokojitvi, leta 1925, se je ukvarjal z odvetništvom. Na ljubljanskem radiu se je leta 1928 pojavljal kot pripovedovalec. Umrl je leta 1932 v Ljubljani.

## Delo
Milčinski je bil humorist, satirik, mladinski pisatelj in dramatik. Pisati je začel kot študent. Objavljal je v Rogaču, ki je izhajal v Ljubljani, Slovenskem narodu in Slovencu. 14. decembra 1900 je v Slovenskem narodu objavil podlistek Zoper samobeležnik. Istega leta je začel pisati tudi prve humoristične črtice, ki jih je objavil v zbirkah Igračke (1909) in Muhoborci (1912). V njih je smešil slovensko malomeščanstvo in malomeščansko okolje, posmehoval se je uradništvu, političnim in kulturnim razmeram v katerih je sam rasel. Leta 1917 sta izšli knjigi Tolovaj Mataj in Ptički brez gnezda, kjer opisuje napake družinske vzgoje in opozarja na zanemarjanje otrok.  V vzgojni povesti Gospodična Mici (1930) se je lotil podobne socialne problematike. Med vojnama je humoristično-satirične pripovedi objavljal pod psevdonimom Fridolin Žolna. V satiričnih črticah je opisoval aktualno dogajanje. Njegova najbolj znana zbirka humoresk je o Butalcih (1949); zgodbe pa so izhajale posthumno: v mesečniku Žika, v mladinskem listu Naš rod in v knjigi pravljic Tolovaj Mataj. Več njegovih del je izhajalo posthumno (Zgodbe skavta Petra, Humoreske in Groteske). 
Napisal je tudi veliko umetnih pravljic v katerih se je lotil prastarega pravljičnega motiva slovenske ljudske pesmi (Pravljice (1911), Tolovaj Mataj in druge slovenske pravljice (1917). Poleg tega je pisal dramska besedila (Brat sokol, Cigani, Kjer ljubezen, tam Bog, Krpan Mlajši). Igri Volkašin (1913) in Mogočni prstan (1923) sta bili namenjeni mladini.
V Življenjepisu mojega peresa je Milčinski zapisal, da je navdih za pisanje dobil ob branju del svojih najljubših pisateljev (Dostojevski, Dickens, Twain). Čeprav se je Milčinski rodil v času naturalizma in realizma, je ustvarjal tudi v času moderne, vendar pa ga ne moremo šteti med izrazite predstavnike ne ene ne druge literarne smeri. Najbolj mu ustreza žanrska oznaka humoristični pisatelj.

### Humoristična proza
- Igračke (1909) (COBISS)
- Muhoborci (1912) (COBISS)
- Mladih zanikrnežev lastni životopisi (1912)
- Ptički brez gnezda (1917) (COBISS)
- Gospod Fridolin Žolna in njegova družina (1923) (COBISS)
- Dvanajst kratkočasnih zgodbic (1924) (COBISS)
- Tokraj in onkraj Sotle in tam preko (1925) (COBISS)
- Gospodična Mici (1930) (COBISS)
- Butalci (1949) (COBISS)
- Skavt Peter in dobra volja (1960) (COBISS)

### Pravljice
- Pravljice (1911) (COBISS)
- Tolovaj Mataj in druge slovenske pravljice (1917) (COBISS)
- Zgodbe kraljeviča Marka (1923) (COBISS)

### Dramske zbirke
- Kratkočasna igra o prostoru za Prešernov spomenik (1904/1905)
- Iz devete dežele (1908)
- Volkašin (1913) (COBISS)
- Mogočni prstan (1923)  (COBISS)
- Brat Sokol (1906) (COBISS)

### Zbirke
- Igračke (1909) (COBISS)
- Muhoborci (1912) (COBISS)
- Süha roba (1919) (COBISS)
- Drobiž (1921) (COBISS)
- Gospod Fridolin Žolna in njegova družina (1923) (COBISS)
- Dvanajst kratkočasnih zgodbic (1923) (COBISS)
- Tokraj in onkraj Sotle (1925) (COBISS)
- Humoreske in groteske (1935) (COBISS)